# Guillermo Gómez Platero
Guillermo Gómez Platero (Montevideo, 1922 - 7 de enero de 2014) fue un  arquitecto uruguayo.

## Biografía
Se recibió en 1947 en la Facultad de Arquitectura de la Universidad de la República. Posteriormente, en 1967 revalida su título también en la Universidad de Buenos Aires. Realiza estudios de posgrado en Francia (Programas de Construcción de Viviendas de Interés Social) y Suecia (Instituto Nacional de Planeamiento Urbano).
Ejerce liberalmente la profesión desde 1957. Tuvo una vasta realización arquitectónica, destacándose en particular sus torres de apartamentos en Punta del Este a inicios de la década de 1980, en sociedad con su colega Rodolfo López Rey.
Otra serie de obras muy relevantes fueron los centros comerciales o shoppings:
- Montevideo Shopping Center, en el barrio del Buceo, inaugurado en 1985 y posteriormente ampliado;
- Portones Shopping, en Carrasco, inaugurado en 1994;
- Terminal y Shopping Tres Cruces en el barrio del mismo nombre, también de 1994.
- Hotel Conrad de Punta del Este
- Radisson Victoria Plaza Hotel de Montevideo

Y no hay que olvidar además la Torre de los Profesionales, en la esquina de Colonia y Yaguarón, construida para la Caja de Jubilaciones de Profesionales Universitarios.

## Distinciones honoríficas
- Caballero de la Legión de Honor, del gobierno de Francia.
- Comendador de la Orden de San Gregorio Magno, del Vaticano.
- Caballero de la Orden de Malta.